# Stavropol Stones
I Stavropol Stones ((RU)  Камни) sono una squadra di football americano di Stavropol', in Russia, fondata nel 2012.
Hanno partecipato alla Pervaja Liga 2021 in collaborazione con i Novorossiysk Admirals.

## Dettaglio stagioni

### Tornei nazionali

#### Campionato

##### Campionato russo/LAF
| Stagione | regular season | regular season | regular season | regular season | regular season | regular season | playoff | playoff | playoff | playoff | playoff | playoff           | playoff           |
|          | Vin            | Par            | Per            | Tot            | PF             | PS             | Vin     | Per     | Tot     | PF      | PS      | risultato         | avversaria        |
| -------- | -------------- | -------------- | -------------- | -------------- | -------------- | -------------- | ------- | ------- | ------- | ------- | ------- | ----------------- | ----------------- |
| 2014     | 1              | 0              | 3              | 4              | 49             | 182            | -       | -       | -       | -       | -       | -                 | -                 |
| 2016     | 3              | 0              | 1              | 4              | 80             | 54             | 1       | 1       | 2       | 27      | 29      | Finale girone Sud | Sevastopol Titans |
| Totale   | 4              | 0              | 4              | 8              | 129            | 236            | 1       | 1       | 2       | 27      | 29      |                   |                   |

Fonti: Enciclopedia del Football - A cura di Roberto Mezzetti

##### EESL Vtoraja Liga
| Stagione | regular season | regular season | regular season | regular season | regular season | regular season | playoff | playoff | playoff | playoff | playoff | playoff   | playoff    |
|          | Vin            | Par            | Per            | Tot            | PF             | PS             | Vin     | Per     | Tot     | PF      | PS      | risultato | avversaria |
| -------- | -------------- | -------------- | -------------- | -------------- | -------------- | -------------- | ------- | ------- | ------- | ------- | ------- | --------- | ---------- |
| 2022     | 2              | 0              | 2              | 4              | 154            | 84             | -       | -       | -       | -       | -       | -         | -          |
| Totale   | 2              | 0              | 2              | 4              | 154            | 84             | -       | -       | -       | -       | -       |           |            |

Fonti: Enciclopedia del Football - A cura di Roberto Mezzetti

### Tornei locali

#### Campionato del Sud
| Stagione | regular season | regular season | regular season | regular season | regular season | regular season | playoff | playoff | playoff | playoff | playoff | playoff   | playoff          |
|          | Vin            | Par            | Per            | Tot            | PF             | PS             | Vin     | Per     | Tot     | PF      | PS      | risultato | avversaria       |
| -------- | -------------- | -------------- | -------------- | -------------- | -------------- | -------------- | ------- | ------- | ------- | ------- | ------- | --------- | ---------------- |
| 2017     | 2              | 0              | 1              | 3              | 79             | 27             | 1       | 0       | 1       | 30      | 11      | Campioni  | Krasnodar Bisons |
| Totale   | 2              | 0              | 1              | 3              | 79             | 27             | 1       | 0       | 1       | 30      | 11      |           |                  |

Fonti: Enciclopedia del Football - A cura di Roberto Mezzetti

### Riepilogo fasi finali disputate
| Anno              | Luogo       | Evento             | Fase del torneo   | Incontro                             | Risultato     |
| 24 luglio 2016    | Sebastopoli | LAF                | Finale girone Sud | Sevastopol Titans - Stavropol Stones | 21 - 0 d.g.s. |
| 29-30 luglio 2017 |             | Campionato del Sud | Finale            | Krasnodar Bisons - Stavropol Stones  | 11 - 30       |

## Palmarès
- 1 Campionato del Sud (2017)